# Partenij Antaniski

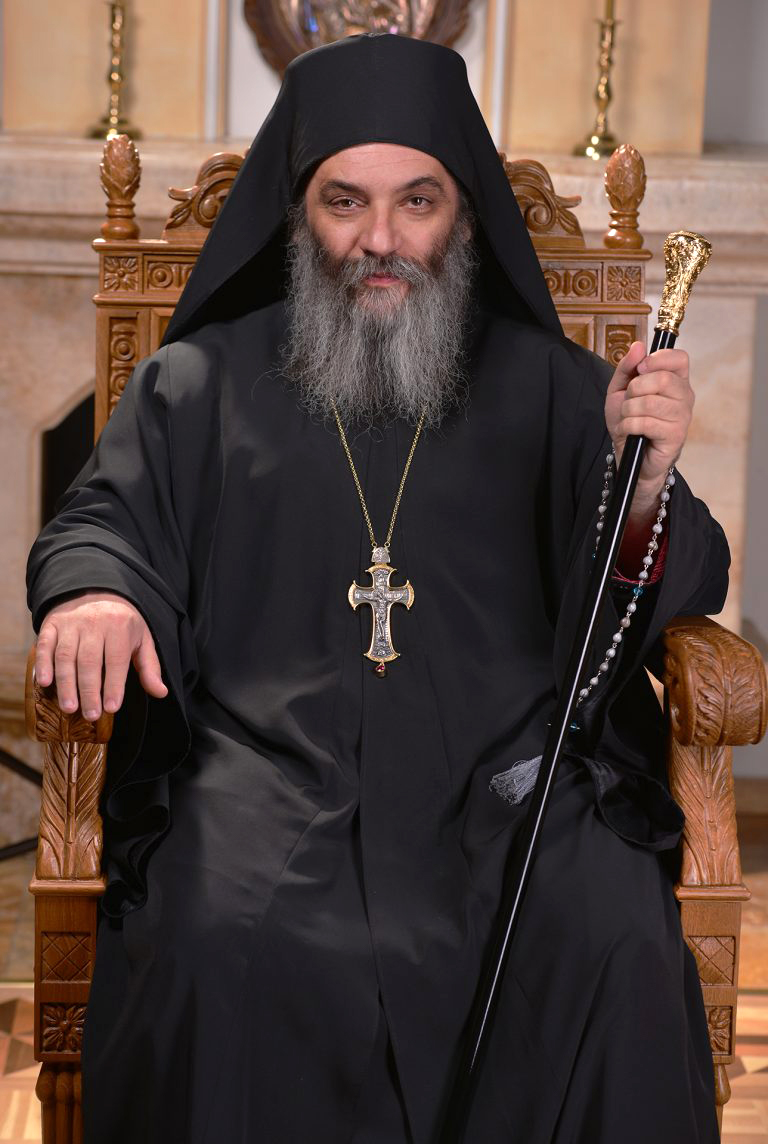
Partenij Antaniski

Partenij Antaniski (mazedonisch Партениј Епископ Антаниски и Игумен Бигорски; * 29. Oktober 1970 in Bitola, SR Mazedonien, SFR Jugoslawien), geboren als Zoran Fidanovski (mazedonisch Зоран Фидановски) ist ein mazedonischer Geistlicher, Bischof der Mazedonisch-Orthodoxen Kirche-Erzbistum Ohrid (kurz MPC-OA) und seit dem 5. August 1995 Igumen des Klosters Sveti Jovan Bigorski. Mit seinen über 25 Jahren als Mönch und Igumen gilt er in der jüngeren Geschichte der Mazedonisch-Orthodoxen Kirche-Erzbistum Ohrid als der erfahrenste dieser Lebensform. In Nordmazedonien sind Partenij und seine Klosterbruderschaft bekannt für ihre humanitären Tätigkeiten, vor allem für die Behandlung und Resozialisierung von Personen, die in die schweren Laster der Drogensucht, des Alkoholismus und dergleichen geraten sind. Tausenden von jungen Menschen gelang es unter dem geistlichen Schutz von Partenij nicht nur, diese Abhängigkeiten loszuwerden, sondern sich auch wieder in die Gesellschaft zu integrieren.
Zudem setzt sich Partenij aktiv für die Anerkennung der Mazedonisch Orthodoxen Kirche-Erzbistum Ohrid ein. Als erster Mazedonier wurde er 2018 in Brüssel für seine Bemühungen zur Normalisierung der bulgarisch-mazedonischen Beziehungen und seine humanitären Tätigkeiten mit der höchsten Ehrenauszeichnung des Europäischen Parlaments, dem „europäischen Bürgerpreis“, ausgezeichnet.

## Leben

### Familie, Studienzeit und Athos-Aufenthalt
Partenij wurde am 29. Oktober 1970 im mazedonischen Bitola als Zoran Fidanovski in einer religiösen Familie geboren. Seine Familie entstammte ursprünglich aus Smilevo, einem kleinen Dorf bei Demir Hisar, welches von der ethnographischen Bevölkerungsgruppe der Mijaken bewohnt wird. Partenij ist Nachfahre des Wojwoden Stojan Virovčeto aus dem Dorf Virovo bei Demir Hisar, welcher Mitglied der Inneren Makedonisch-Adrianopeler Revolutionären Organisation (IMARO) war.
Von frühester Kindheit an, erfüllt von einer starken Liebe zu Gott und dem Christentum, begann Partenij seinen spirituellen Weg in der theologischen Mittelschule in Dračevo, Skopje. Danach absolvierte er die Orthodoxe Theologische Fakultät „Sveti Kliment Ohridski“ in Skopje mit einer Diplomarbeit, die der Person des heiligen Johannes des Täufers gewidmet war. Um sich noch tiefer mit dem Leben eines Mönchs auseinanderzusetzen, begab sich Partenij in die griechische Mönchsrepublik Athos. Dort blieb er eine Zeit lang im Kloster Moni Grigoriou, wo er von Georgios Kapsanis, dem griechischen Igumenen des Klosters begleitet und belehrt wurde.
Mit dem Segen seines geistlichen Vaters Kapsanis kehrte der nun 24-jährige Partenij zurück nach Mazedonien. Dort angekommen, begann er seine mühsame Mission mit dem Segen des Metropoliten von Debar und Kičevo, Timotej, die Tradition des Mönchtums im jahrhundertealten Kloster Sveti Jovan Bigorski zu erneuern und fortzusetzen. Nach dem Tod des letzten Igumenen des Klosters Spiridon im Jahre 1948 und der Übernahme der jugoslawischen Kommunisten Mazedoniens wurde das klösterliche Leben im Bigorski-Kloster vollständig ausgelöscht und der Gottesdienst eingestellt, weshalb es mit der Zeit deutlich zerfiel und an Bedeutsamkeit und Spiritualität verlor. Das Kloster war völlig unsauber, die Wohnungen der Mönche ruiniert und verfallen. Dazu gab es keinen Strom, kein Wasserversorgungsnetz und keine grundlegenden Lebensbedingungen.

### Igumen des Klosters Sveti Jovan Bigorski

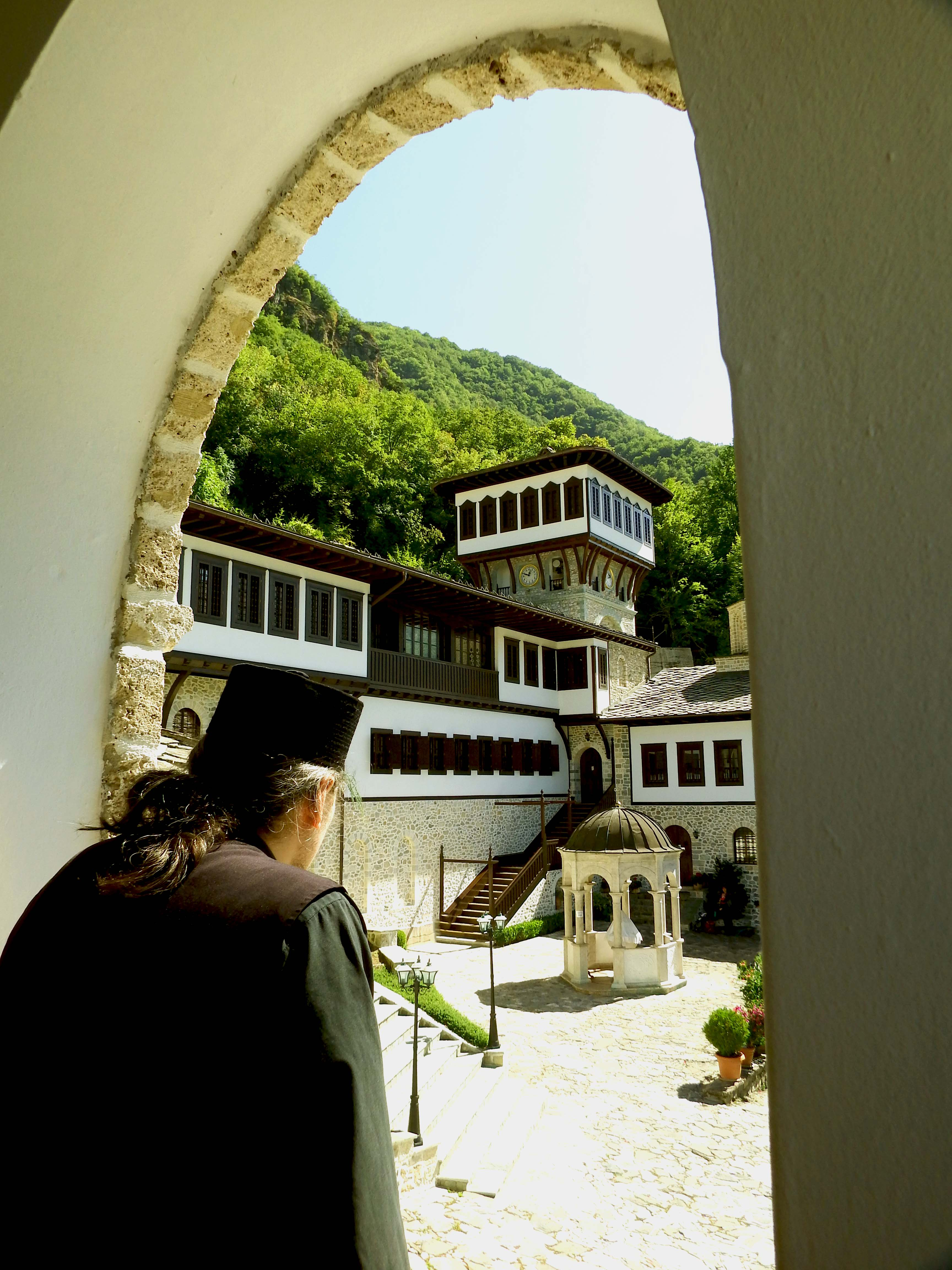
Mönch im Kloster Sveti Jovan Bigorski

Partenij wurde schließlich am 5. August 1995 zum Mönch und Priestermönch ordiniert. Im folgenden Jahr wurde er zum Igumen geweiht und 1998 mit dem Archimandritenkreuz ausgezeichnet. Als Igumen ließ Partenij im Jahr 2001 das Nonnenkloster „St. Georg“ in Rajčica am Debarsee vollständig restaurieren. Im Jahr 2003 begann ein großes und komplexes Projekt zur vollständigen Rekonstruktion des Bigorski-Klosters in seiner authentischen Form. Teile des Klosters wurden bei einem Brand 1912 zerstört. Das Projekt endete 2006 mit der Einweihung eines neuen mehrstöckigen Gebäudes in traditioneller Architektur mit Veranden und einer Verkündigungskapelle. Am 30. September 2009 brach in der Klosteranlage ein verheerendes Feuer aus. Teile der Klosterwohnungen, der Küche, Bibliothek, Gästezimmer sowie zwei Speisesäle verbrannten vollständig.
Partenij begann daraufhin energisch mit der Restaurierung sowie mit dem Bau eines neuen Herrenhauses – ebenfalls mit traditioneller Architektur, einer St. Nikolaus-Kapelle, einer Bibliothek, einem Klosterglockenturm, einer Ikonenmalerwerkstatt und neuen Klosterzellen für die Mönche. Unweit des Klosters wurde ebenso ein Skit im russischen Stil errichtet, die dem Heiligen Seraphim von Sarow gewidmet ist. Dazu wurden in den benachbarten Dörfern Rostuše und Bituše Kirchen errichtet, die der Entschlafung der Gottesmutter und der Heiligen Kyrill und Method gewidmet ist. Neben der Kirche in Bituše wurde im Hof ein Sommercamp für Kinder und Jugendliche errichtet, wo Religion und Theologie unterrichtet wird.
In Nordmazedonien ist Partenij bekannt als geistlicher Vater vieler Menschen, die Probleme mit Drogensucht, Alkoholismus, dem Gesetz und ähnlichem haben. Waisen, die keine Eltern oder Familien besaßen bzw. von denjenigen verstoßen worden sind, finden bei Partenij im Kloster ebenfalls Zuflucht. Dort durchlaufen sie mit Hilfe der Klosterbruderschaft ein Entzugs-, Religions- und Resozialisierungsprogramm, um sie für ein späteres, normales Leben in der Gesellschaft vorzubereiten. Schätzungen des Klosters beläuft sich die Zahl auf Aberhunderte, die sich erfolgreich danach in der Gesellschaft integrierten. Doch auch bei Politikern, Musikern und weiteren gilt Partenij als geistlicher Vater mit hohem Ansehen. Seine Tätigkeiten sind nicht nur von spiritueller Natur. So stellt Partenij und die Klosterbruderschaft materielle und finanzielle Hilfe für diejenigen zur Verfügung, die sie am dringendsten benötigen, sowohl Einzelpersonen als auch ganze Familien.
Zwischen 2004 und 2005 bildete der Heilige Synod der Mazedonisch-Orthodoxen Kirche-Erzbistum Ohrid eine Kommission bestehend aus: Partenij, dem Mitropolit Naum von Strumica und Jane Kodžabašija (Experte für byzantinischen Kirchengesang). Die Kommission beschloss den bisher benutzten und durch die serbische Herrschaft eingeführten fremden serbisch-orthodoxen Kirchengesang (nach den Noten von Mokranjac) mit dem vorherigen, traditionellen byzantinischen Kirchengesang zu ersetzen. Dieser sollte ebenso an den theologischen Mittelschulen und im Studium gelehrt werden. 2011 wurde diese Entscheidung rückgängig gemacht mit der Begründung, dass der byzantinische Kirchengesang schwieriger zu erlernen sei als der serbische Kirchengesang. Dies ist darauf zurückzuführen, dass viele hochrangige Mitglieder der Mazedonisch-Orthodoxen Kirche im damaligen SFR Jugoslawien in Belgrad ihr theologisches Studium erlangt haben. Das Kloster Sveti Jovan Bigorski gehört heute zu den wenigen Klöstern in Nordmazedonien, wo der byzantinische Kirchengesang gepflegt wird.
Unter der Führung von Partenij wurde das Kloster Sveti Jovan Bigorski zu einem wichtigen Zentrum des Zusammenlebens in der Reka-Region, welches bei muslimischen Mazedoniern und Albanern großen Respekt genießt. So wurde 2015 mit Hilfe des damals 95-jährigen Zendel Ahmedoski, einem muslimischen Mazedonier aus dem benachbarten Dorf Rostuše, ein Mordfall aus der Zeit der Balkankriege aufklärt. Dieser teilte den Mönchen seine Erinnerungen als Kind mit, wonach er beim Spielen im Wald in einer Höhle bei Galičnik die sterblichen Überreste von vier Mönchen vorfand. Daraufhin begannen diese zusammen mit der mazedonischen Polizei mit der Suche nach den sterblichen Überresten in schwer zugänglichem Terrain bei Galičnik, wo sie tatsächlich sterbliche Überreste vorfanden. Später stellte sich heraus, dass es sich um Mönche aus dem Kloster Sveti Jovan Bigorski handelt, die während der serbischen Herrschaft Vardar-Mazedoniens von serbischen Gendarmen bestialisch gefoltert und ermordet worden sind.
Partenij setzt sich zudem für eine Revision der mazedonischen Geschichte ein. So gelten er und die Klosterbruderschaft als bulgarophil, was ihnen viel Kritik und Anfeindungen bei indoktrinierten projugoslawischen und proserbischen Mazedoniern einbringt. Gleichzeitig betont er jedoch die Eigenständigkeit der mazedonischen Nation und Sprache, welche als Realität zu akzeptieren sei. Zudem gelten Partenij zusammen mit der Klosterbruderschaft als wichtige Verfechter einer Anerkennung der Mazedonisch-Orthodoxen Kirche. Im Zuge des im Jahr 2017 unterschriebenen Freundschaftsvertrags zwischen Bulgarien und Mazedonien äußerte sich Partenij positiv und verglich ihn mit einem vierten Ilinden. So erklärte er in einer Rede:

„Kulturelle Identität und nationale Einzigartigkeit, so paradox es klingen mag, implizieren jedoch Einheit und Verflechtung mit anderen Identitäten und Einzigartigkeiten. Ein Beispiel für eine solche historische Symbiose ist das mazedonische und bulgarische Volk. Diese angeborene jahrhundertealte Nähe manifestiert sich in vielen wichtigen Bereichen des gesellschaftlichen Lebens: Sprache, Folklore, Kultur, Ereignisse, Schauspieler… Vergessen wir nicht, dass unsere beiden Völker eine Wiege der Zivilisation haben, einen gemeinsamen Taufbecken – nämlich die Mission der Heiligen Brüder Kyrill und Method und insbesondere an ihre Heiligen Jünger, das Annehmen des orthodoxen Christentums und Taufe der Zeit des Heiligen Zar Boris-Michael und der Beginn der gemeinsamen Alphabetisierung. Es gibt uns das Recht oder vielmehr die Verpflichtung, diese geistige Verwandtschaft und Nähe zu pflegen, ohne uns natürlich in unseren kulturellen Eigenheiten zu verleugnen und herabzusetzen. Tatsächlich unterscheiden sich Bruder zu Bruder, Familie zu Familie, Stadt zu Stadt, Bezirk zu Bezirk, Rede zu Rede... Aber wir dürfen nicht zulassen, dass Unterschiede zum Hauptfaktor in unseren gegenseitigen Beziehungen und zur Ursache von Hass und Zwietracht werden. Im Gegenteil, es gibt noch viel mehr, was uns verbindet, und die Unterschiede selbst sind als Erbe unseres Zusammenlebens zu sehen.“

Am 17. Februar 2018 empfingen der Igumen Partenij mit den Mönchen des Klosters Sveti Jovan Bigorski als ersten Staatspräsidenten überhaupt im Kloster den bulgarischen Präsidenten Rumen Radew. Präsident Radew lobte die Rolle des Klosters im Vorfeld des bulgarisch-mazedonischen Freundschaftsvertrags und der Annäherung beider Länder. Igumen Partenij erklärte in seiner Rede, dass der Besuch als erstes Staatsoberhaupt im Kloster kein Zufall sei. Zudem erklärte er: Tatsächlich sehen wir in Ihrer Anwesenheit hier die Brüderlichkeit des gesamten bulgarischen Volkes. ... Der heilige und glorreiche Prophet, Vorläufer und Täufer Johannes, der uns in seinen Dienst berufen hat und der letzte und unwürdige, hat zu Gott gebetet, dass der erste Mann eines Landes, der sein altes Kloster besuchen wird, aus dem brüderlichen Bulgarien kommt. Wir glauben, dass dieser Besuch Ihrer Exzellenz ein klares Zeichen dafür ist, dass unser engstes bulgarisches Volk und seine Herrscher die Bruderschaft weiterhin wie zuvor unterstützen werden, die Integrität, den Fortschritt und den Wohlstand der Republik Mazedonien und ihrer Bewohner, nicht nur intern, sondern auch Außenfeld. „Eine solche selbstlose Unterstützung wird in Zukunft noch deutlicher zeigen, wer die wahren Freunde und Brüder des mazedonischen Volkes und seines Landes sind.“
Im Zuge des 1000-jährigen Bestehens des Klosters Sveti Jovan Bigorski besuchten griechische Reporter des Fernsehsenders ERT 3 den Igumenen Partenij im Kloster. Im Interview erklärte er auf die Frage, was er vom Abkommen von Prespa hält, dass das Abkommen eine wichtige Grundlage für eine bessere Zusammenarbeit zwischen Nordmazedonien und Griechenland darstellt.
Wie auch bei alle anderen Interviews für ausländische Medien, nutzte Igumen Partenij auch diesmal die Gelegenheit, um auf das Problem der nicht anerkannten Mazedonisch-Orthodoxen Kirche-Erzbistum Ohrid aufmerksam zu machen. Er bat um Solidarität und Unterstützung der brüderlichen griechischen Kirche.

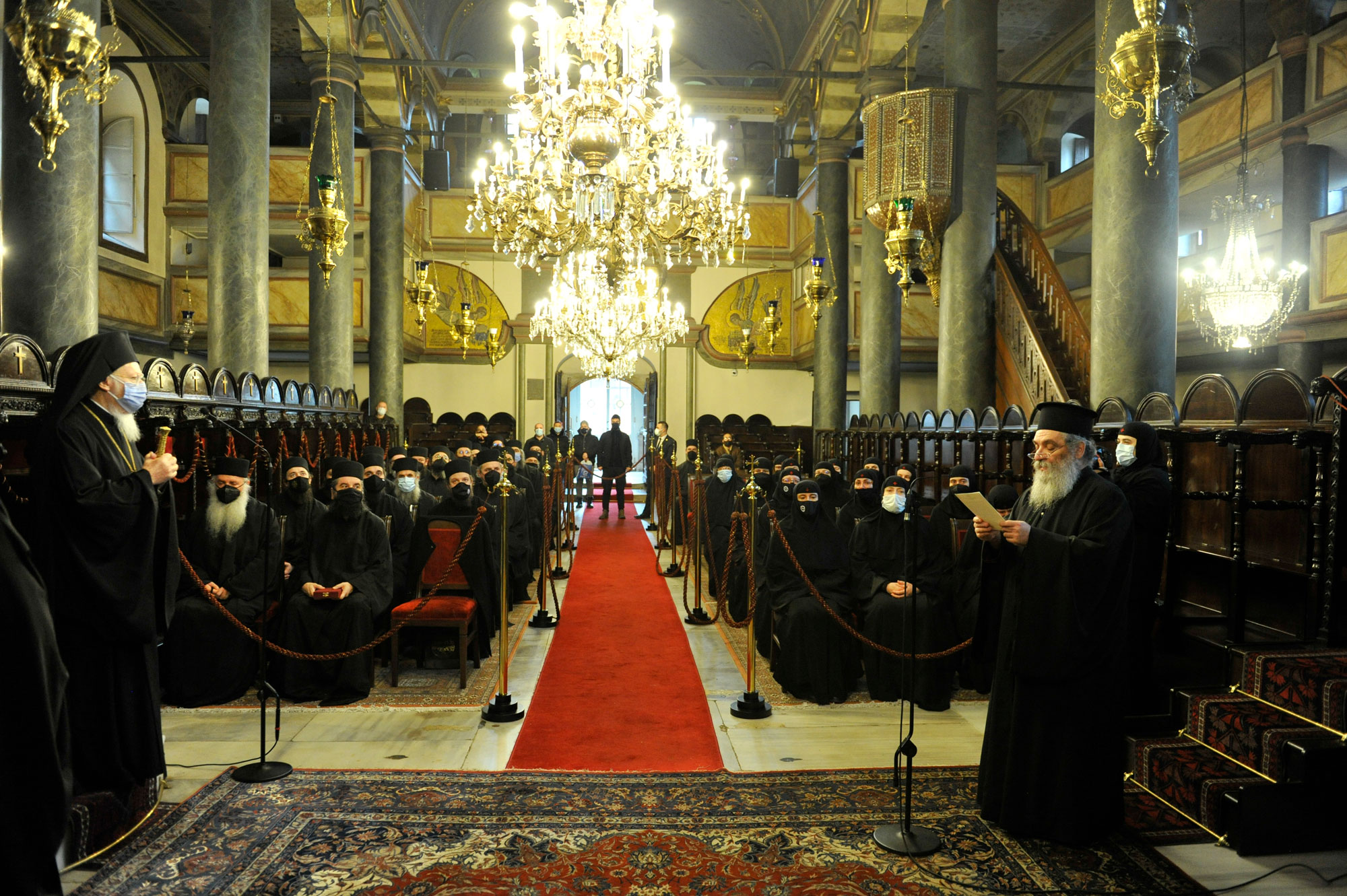
Partenij Antaniski, Igumen des Klosters Sveti Jovan Bigorski mit dem Ökumenischen Patriarch von Konstantinopel, Bartholomäus I.

Bischof Partenij ist in Nordmazedonien ebenso bekannt für seine Bemühungen zur Anerkennung der Mazedonisch-Orthodoxen Kirche-Erzbistum Ohrid und den Aufbau nachbarschaftlicher Beziehungen zwischen den Balkanstaaten. So traf er zusammen mit der Klosterbruderschaft von Bigorski im Dezember 2021 den Ökumenischen Patriarchen Bartholomäus I. in Fanar, Istanbul. Zudem nahm die Klosterbruderschaft des Klosters Sveti Jovan Bigorski auf Einladung des griechischen Ministeriums für Bildung und religiöse Angelegenheiten, Kultur und Sport in Athen, Griechenland an dem Internationalen Festival der byzantinischen Musik teil. Damit ist es das erste Mal, dass ein Chor der nicht anerkannten Mazedonisch-Orthodoxen Kirche bei einer Veranstaltung dieser Art in Griechenland auftritt, was in Nordmazedonien als positiver Schritt zur Verständigung zwischen den beiden Kirchen aufgefasst wird.

## Auszeichnungen
- mehrere Urkunden von der mazedonischen Organisation der Samariter
- 2011 den Preis „4. November“ der Stadt Bitola für sein Lebenswerk
- 2012 die Auszeichnung "Person des Jahres", verliehen von "Nova Makedonija", nach einer elektronischen Abstimmung, bei der Partenij die meisten Stimmen gewann
- 2014 Anerkennung für Menschlichkeit, verliehen von der Vereinigung für mazedonische und bosnisch-herzegowinische Freundschaft und Zusammenarbeit „MaBiH“ und der Botschaft der Republik Bosnien und Herzegowina in Nordmazedonien
- 2015 Der Orden „Sveti Naum Ohridski“ von der Diözese Debar und Kičevo
- 2018 die Auszeichnungen zur Person des Jahres in mehreren Wochenmagazinen und Internetportalen, die Auszeichnung für bleibende Werte – die höchste Auszeichnung der Printzeitung „Bitolski Vesnik“
- 2018 „Europäischer Bürgerpreis“ – die höchste Ehrenauszeichnung des Europäischen Parlaments
- 2019 „Ilinden“-Preis des mazedonischen Vereins aus „Ilinden“ aus Tirana, Albanien
- 2019 Anerkennungstafel der Ortsgemeinden Galičnik und Tresonče
- 2021 Anerkennungsabzeichen von der Auswanderungsbehörde Nordmazedoniens und andere